# Чудо с хлебами и рыбами (картина Гарофало)
«Чудо с хлебами и рыбами» — картина итальянского художника Бенвенуто Тизи по прозвищу Гарофало из собрания Дальневосточного художественного музея в Хабаровске.

## Описание
Картина иллюстрирует евангельский эпизод, описанный во всех четырёх канонических Евангелиях (Мф. 14:13-21, Мк. 6:31-44, Лк. 9:10-17 и Ин. 6:5-15): «Насыщение 5000 людей». Это чудо также известно под названием: «Чудо пяти хлебов и двух рыб».
Согласно Евангелиям, Иисус, услышав, что Иоанн Креститель убит, ушел на лодке в пустынное место возле Вифсаиды. За ним пешком пошла огромная толпа людей. Когда Иисус вышел из лодки и увидел большую толпу, он сжалился над ними и исцелил больных. Вечером ученики приступили к нему и сказали, чтобы Иисус отпустил народ в селения купить себе еды, потому что уже становится поздно. Иисус ответил: «вы дайте им есть». Ученики сказали, что у них имеется только пять хлебов и две рыбки. После того Иисус сказал принести еду и людям сесть на траву. Взяв хлеб и рыбу, воззрев на небо, Иисус вознес благодарность. Затем он преломил хлеба и дал пищу ученикам, а те дали их людям.

## История
Картина написана между около 1530 года для женского монастыря Сан-Бернардино в Ферраре. Первоначально верх картины был закруглен, позднее углы надставили, придав полотну прямоугольную форму. В 1792 году она была выкуплена у обедневших монахинь папой Пием VI; после его смерти унаследована племянником Пия VI графом Пио Браски. В 1840 году он, испытывая денежные затруднения, решил продать часть коллекции своего дяди и несколько картин было выкуплено по распоряжению императора Николая I, в том числе и две картины Гарофало: «Брак в Кане Галилейской» и «Чудо с хлебами и рыбами». Картины «Аллегория Ветхого и Нового завета» и «Несение креста» из собрания Пио Браски были куплены герцогом Луиджи Браски, однако в 1842 году русский посол в Риме убедил его продать их императору Николаю I; таким образом в России оказался комплект из четырёх картин Гарофало, исполненный им для монастыря Сан-Бернардино. По прибытии в Россию картина была отправлена в Большой Гатчинский дворец, в 1920 году передана в Эрмитаж. В 1931 году «Чудо с хлебами и рыбами» была передана в новообразованный Дальневосточный художественный музей в Хабаровске).

## Критика
В отличие от других картин Гарофало из монастыря Сан-Бернардино эта работа вызвала неоднозначную реакцию. Итальянский реставратор Джузеппе Гедини, бывший посредником при покупке картин, отмечал что она «расписана … очень свежо свободной кистью». Также он считал что Гарофало среди прочих персонажей изобразил на картине аббатису и монахинь, среди которых трёх своих дочерей. Это его утверждение неверно: если с портретностью аббатисы можно согласиться, то монахини на картине изображены схематично, без характерных портретных черт; кроме того, у Гарофало была всего одна дочь, родившаяся в 1530 году. Хранитель картинной галереи Эрмитажа Э. К. Липгарт в 1915 году отнёсся к картине крайне нелицеприятно: «скучная неудачная композиция, очень условная — вот всё что о ней можно сказать». Ведущий научный сотрудник Отдела западноевропейского изобразительного искусства Эрмитажа Т. К. Кустодиева в оценках гораздо мягче:

Справедливости ради надо отметить, что … «Чудо с хлебами и рыбами» наименее удачна. Поместив в центре картины Христа, раздающего хлеб, Гарофало явно перегрузил левую часть полотна, слишком плотно заполнив её фигурами, в то время как справа находится только небольшая группа из нескольких монахинь, апостола и старика. Такое распределение действующих лиц нарушило гармоническое равновесие, свойственное большинству работ Тизи. Но и это произведение по-своему достаточно интересно. …Очень умело решена цветовая гамма: ярко-синий цвет, подобно огоньку, вспыхивает то там, то здесь, чтобы затем окрасить гребни гор и небо, нависшее над скалой.